# اسلپتون، باکینگهام‌شر
اسلپتون (به انگلیسی: Slapton) یک روستا و محله مدنی در بریتانیا است که در الزبری ول واقع شده‌است. اسلپتون ۵۲۹ نفر جمعیت دارد.